# Zincochenita
La zincochenita és un mineral de la classe dels sulfats.

## Característiques
La zincochenita és un sulfat de fórmula química Pb₄Zn(OH)₆(SO4)₂. Va ser aprovada com a espècie vàlida per l'Associació Mineralògica Internacional l'any 2022, i publicada dos anys més tard. Cristal·litza en el sistema triclínic.

## Formació i jaciments
Va ser descoberta a la mina Redmond, dituada a la localitat de Waterville Lake, al comtat de Haywood (Carolina del Nord, Estats Units). Aquest indret és l'únic a tot el planeta on ha estat descrita aquesta espècie mineral.